# Szaadja gaon
Szaadja ben Jószéf Gaon (Egyiptom, 882 – Bagdad, 942. május 21.), (héberül: סעדיה בן יוסף גאון átírásban Saʿadyâ ben Yôsēf gāʾôn / Saadia ben Joszéf gaon) anyanyelvén, arabul: سعيد ابن يوسف الفيومي Saʿīd ibn Yūsuf al-Fayyūmi, magyarosan Szaíd ibn Júszuf al-Fajjúmí ismert rabbi, zsidó filozófus, exilarkha. A karaitizmus aktív ellenzője volt, a hagyományos judaizmust védelmezte.

## Élete és munkássága
Szaadja felső Egyiptomban született 882-ben. Első munkájában, az Agron szótárban még Szaid ben Jószéf-nek nevezte magát, de későbbi műveit Szaadja néven szignálta.
Szaadja „Széfer ha-galuj” című írásában zsidó származását bizonygatva azt állította, hogy a sélai nemzedékből való, Júda ágából, és a felmenői között olyan személyek is voltak, mint Hanina ben Dósza, az első századból való ismert aszkéta. Hogy ezen ágról való származását hangsúlyozza, a fiát Szaadja Dószának nevezte el.
Szaadja már nagyon fiatal korában elhagyta otthonát, hogy a Tórát tanulmányozza Tibériásban, ahol együtt tanult Áron ben Mózes ben Aserrel. Húszéves korában befejezte első nagyobb méretű munkáját, a héber szótárat, aminek az Agron címet adta. Huszonhárom éves korában írt egy vitairatot Anan ben David követőihez (közülük személyesen Solomon ben Jeruhámhoz), akik a karaiták követői voltak és nézeteik ellenkeztek a hagyományos judaizmus nézeteivel. Ugyanebben az évben elhagyta Egyiptomot és Palesztinában telepedett le.

## Ben Méírrel való vitája
922-ben nagy viták robbantak ki a zsidó közösségekben, ugyanis két különböző változata volt a zsidó naptárnak: egy, amit a második templom lerombolása előtt használtak (ez a naptár a Hold fázisainak a megfigyelésén alapult), és egy másik, amit Maimonidésztől ismerhetünk teljességében, aki 1178-ban adott róla egy leírást, amelyet II. Hillél tett hivatalossá 359 körül. Izraelben Áron ben Méír, egy nem túl ismert ember javasolta, hogy ezen utóbbi naptárt használják.
Szaadja Aleppóban volt, éppen útban kelet felé, amikor olvasott ben Méír szabályzatáról a zsidó naptárral kapcsolatban és figyelmeztető levelet írt neki. Babilóniában megírta a „Széfer ha-móadim”-ot, azaz „Az ünnepek könyvé”-t, ami cáfolta ben Méír állításait és visszavonta annak naptárjavaslatát.

## Filozófiája
Szaadját manapság úgy tartják számon, mint a zsidó vallásfilozófia megalapítóját. Ismertebb művei: A hit és a tudás törvényei és A hit és tudás könyve.
Kozmogóniájában azt állította, hogy a világ nem öröktől fogva való, hanem az időben vette kezdetét, mivel több olyan dolog is található a világban, ami az örökkévalósággal nem fér össze. Ilyen például az, hogy a világ véges, összetett, stb. Továbbá a világ a semmiből lett teremtve és a semmiből való teremtés csak Isten hatalmában van. Az ember testből és lélekből áll, ahol a test halandó, a lélek pedig halhatatlan és a végső napon megítéltetik, aminek következtében büntetést vagy jutalmat kap cselekedetei szerint.

## Magyarul
- Hittételek és vélemények könyve; arabból ford. Hegedűs Gyöngyi; Goldziher Intézet–L'Harmattan, Bp., 2005 (Dialogos) ISBN 963-7343-34-2